# Филисово (Усть-Кубинский район)
Филисово — деревня в Усть-Кубинском районе Вологодской области. Входит в состав Высоковского сельского поселения. С 1 января 2006 года по 9 апреля 2009 года входила в Филисовское сельское поселение, с точки зрения административно-территориального деления — в Филисовский сельсовет.
В деревне располагается Церковь Николая Чудотворца 1907 года постройки в разрушенном состоянии.
По переписи 2002 года население — 18 человек.

## Расположение
Расположено на правом берегу реки Кихть вблизи её устья. К Филисово примыкают деревни: Климушино, Плющево, Останково, деревня Порохово располагается на противоположном берегу. 
Деревня находится у автотрассы 19-248Н-044. Расстояние до районного центра Устья на юго-запад по автодороге — 8,5 км, до центра муниципального образования Высокого на реке Кубене  — около 3 км на юг.